# 马拉加酒

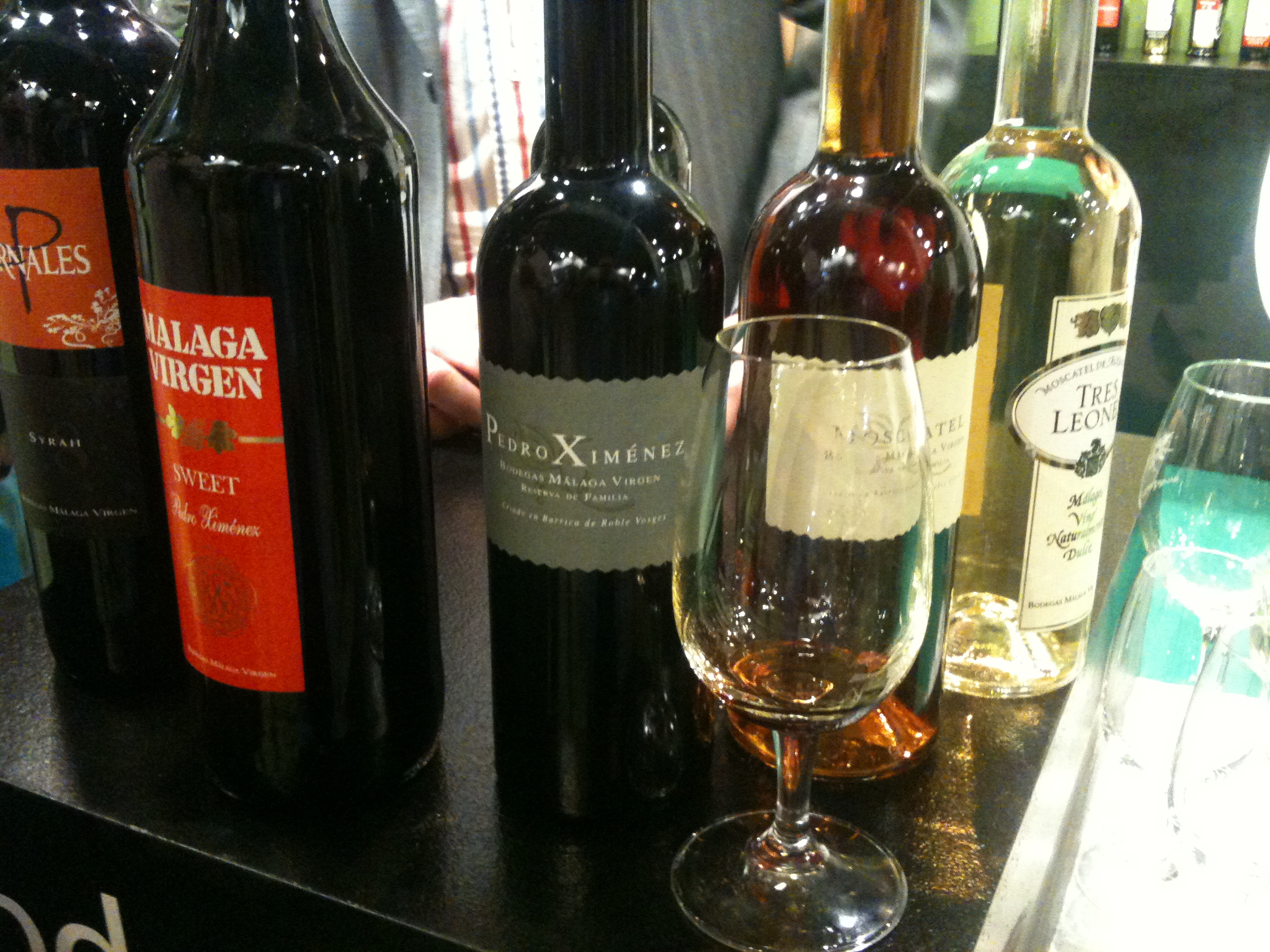
马拉加酒

马拉加酒（西班牙語：Málaga Vino）是西班牙马拉加省出产的各种葡萄酒的总称。
马拉加及附近山区是欧洲酿酒历史最古老的地方之一，作为马拉加酒指定原产地（西班牙語：La Denominación de Origen Málaga）建立于1932年，主要产品是加强葡萄酒。
马拉加种植着许多品种的红葡萄和白葡萄，但是主要种植的是用来酿制马拉加酒的佩德羅希梅內斯和麝香葡萄。佩德羅西梅內斯和麝香葡萄主要种植于马拉加山区、安特克拉、龍達、西海岸地区以及科尔多瓦省的貝納梅希和帕倫西亞納地区，产区面积1,172公顷，平均海拔600米。

## 历史

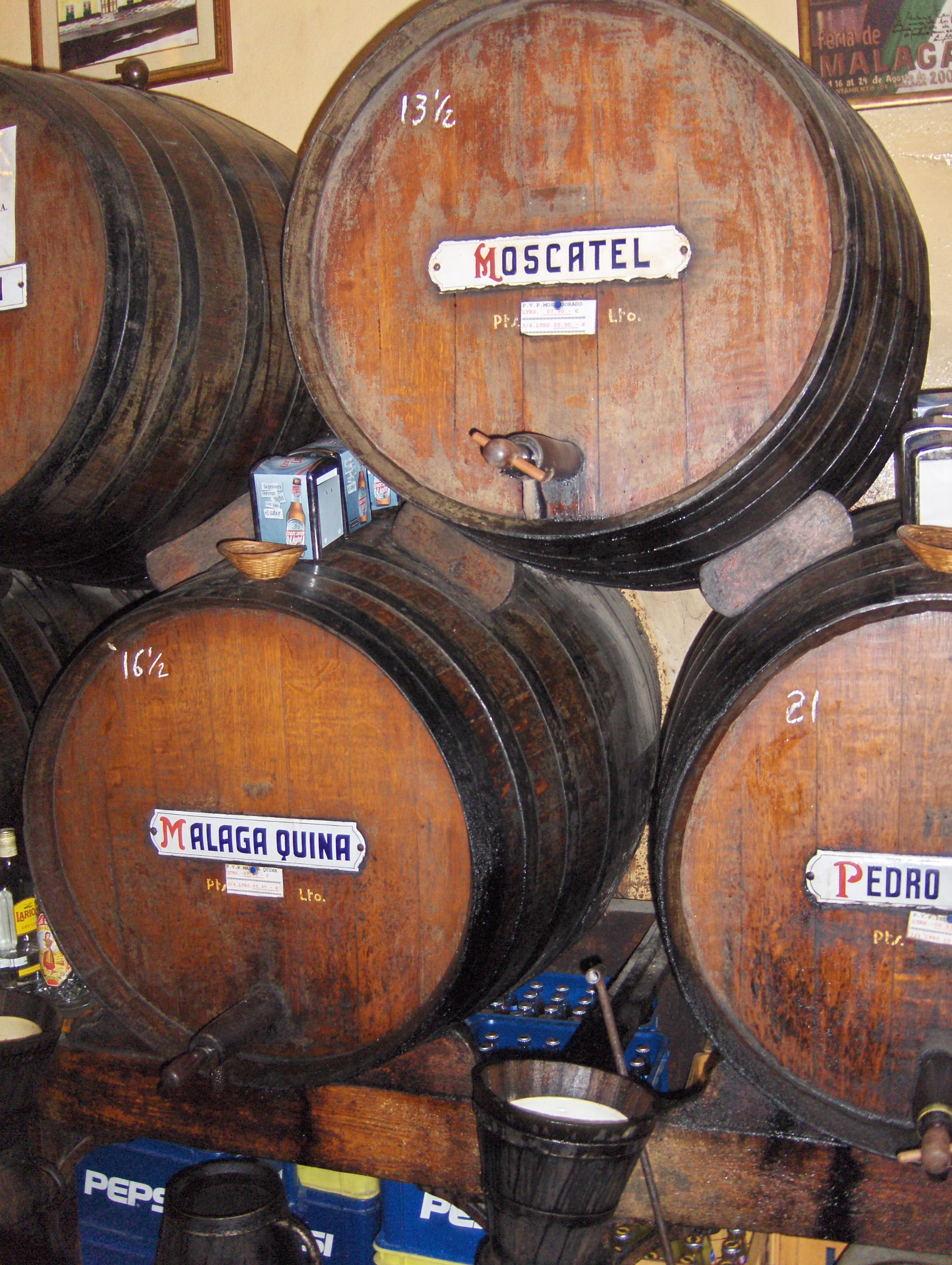
马拉加Bodega Antigua Casa de Guardia酒厂中的展示的酒桶。

马拉加地区拥有欧洲最悠久的葡萄种植历史及葡萄酒酿酒历史。公元前600年，希腊人将葡萄种植引入马拉加，当时希腊人在此地建立了殖民地“Mainake”，并教会了当地土著修剪葡萄。
根据已知的考古文献显示，该地区酿酒历史可以追溯到罗马帝国时期。葡萄酒生产由安达卢西亚政府进行统一管理并赋税。公元1487年，收复失地运动后政府成立了“葡萄酒生产武装人员维和协会”（西班牙語：Hermandad de Viñeros）。
公元1791年马拉加酒的美名开始在国际上传播，当时西班牙驻莫斯科大使向俄罗斯女皇叶卡捷琳娜二世进贡了马拉加葡萄酒。美酒引得女皇百般赞赏，并决定给予马拉加进口到俄罗斯的葡萄酒免税的优惠政策。意大利科幻小说作家埃米里奥·萨尔加里在他的小说中也对马拉加酒赞誉有加。
不幸的是，1878年马拉加爆发了根瘤蚜虫灾害，马拉加酒也开始衰落。像世界上许多的甜酒一样，20世纪马拉加酒的需求量急剧下降。
在当代世界葡萄酒界，马拉加酒一直没有被认真对待，直到酿酒师Telmo Rodriguez出现。Telmo Rodriguez所酿的酒——Molino Real——被认为是西班牙最伟大的甜葡萄酒之一，今天随着甜酒市场的复苏，而马拉加酒也逐渐找到了自己的舞台。这一切都靠着产区内仅有的18家酒厂续写马拉加酒的传奇。
马拉加白葡萄酒(西班牙語：Málaga-Sack)是17世纪在北欧和维多利亚时代的英国大受欢迎的地中海葡萄酒之一，当时人们用一种细颈大玻璃瓶作为葡萄酒容器，而任何一个没有放上一瓶“山区葡萄酒”的酒柜都会被认为藏酒不全。然而从那对起马拉加酒在市场上的地位似乎已逐渐被产自其它地区的葡萄酒所取代，这其中的部分原因可归结为马拉加所在的太阳海岸(Costa del Sol)旅游业的兴旺发展，因为向游客出租公寓比种植葡萄的利润更为可观。尽管马拉加酿酒帝国已有所萎缩，但马拉加葡萄酒依然是世界上最好的葡萄酒之一。

## 分类
马拉加酒可以简单的分为以下两大类：
- 葡萄烈酒：酒精度数在15-22%。

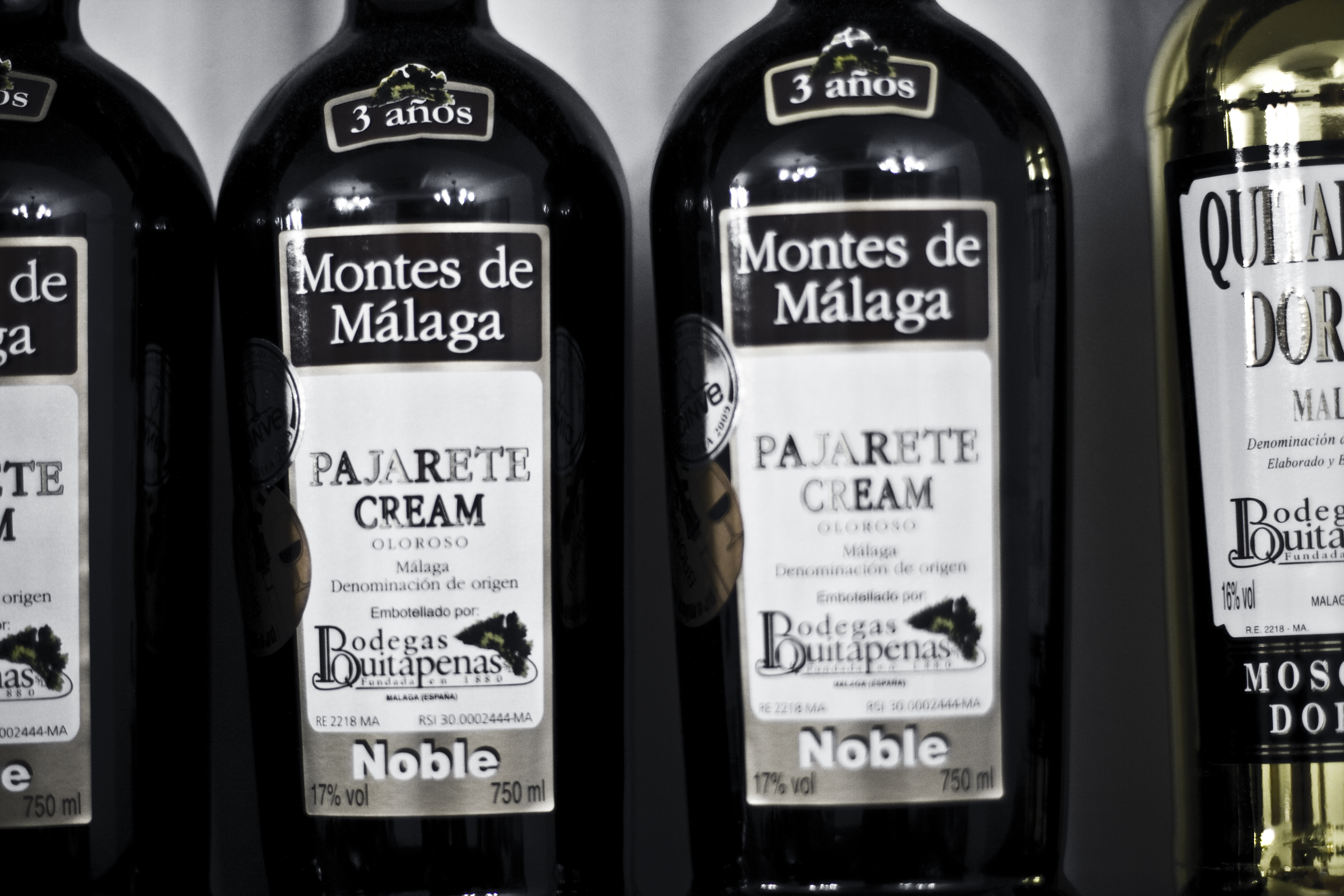
Málaga noble

- 甜酒：酒精度数13%以上，使用熟透的葡萄酿造。

马拉加酒的颜色从黄色到黑褐色都有，年轻的马拉加酒有着花卉和水果的香味，而年老的马拉加酒则风味更加复杂，根据陈酿年数以及干、甜类型的不同而不同。
根据陈酿年数的不同，可分为几类：
- Málaga Pálido：未经陈酿；

- Málaga：陈酿6-24个月；

- Málaga Noble：陈酿2-3年；

- Málaga Añejo：陈酿3-5年；

- Málaga Trasañejo：陈酿超过5年。

根据酒液糖分含量的不同，可以分为dulces（sweet，甜型）、semidulces（semi-sweet，半甜型）, semisecos（semi-dry，半干型）和secos（dry，干型）。其中甜型马拉加酒（Málaga Dulces）又可以细分如下：
- Vino maestro：在发酵结束前，加入酒精浓度8%的葡萄酒，使发酵过程慢慢停止，并在酒精浓度达到15-16%时终止发酵过程。大约有100克/升的糖分残留在酒液中没有发酵。

- Vino tierno：使用部分长时间于太阳下暴晒的葡萄酿制，发酵前的葡萄酒原汁的糖分含量过350克/升。这样的原汁自发开始酒精发酵，然后同样的添加葡萄酒进行强化。

- Vino dulce natural：使用Pero Ximén或Moscatel葡萄酿制的葡萄酒原汁，其原始糖分含量超过212克/升，酒精浓度不低于7％。再使用这种原汁发酵生产出Vino dulce natural葡萄酒。

还有其他一些传统术语用来划分酒的品种，或描述酒的特性：
- Lágrima：滴制马拉加甜酒，没有使用任何机械手段压榨葡萄，完全通过传统的脚踩来榨取葡萄汁酿酒。这样生产的葡萄酒陈酿2年以上后，就称之为Lacrimae Christi。

- Pedro Ximénez或Pero Ximén：是将Pedro Ximénez葡萄在太阳下晒干后酿造的酒。

- Moscatel：是将Moscatel葡萄在太阳下晒干后酿造的酒。

- Dry Pale或Pale Dry：葡萄烈酒，不人工添加任何糖分，糖分含量低于45克/升。

- Pajarete：一种葡萄烈酒，或天然甜葡萄酒，糖分含量在45-140克/升之间。生产过程中不人工添加任何糖分。陈酿后颜色达到琥珀色或深琥珀色。

- Dulce Crema或Cream：葡萄烈酒，或天然甜葡萄酒，糖分含量在100-140克/升。陈酿后颜色介于琥珀色和深琥珀色之间。

- Sweet：葡萄烈酒，或天然甜葡萄酒，糖分含量超过140克/升，陈酿后颜色介于琥珀色至黑色之间。

- Dorado或Golden：金色葡萄烈酒，在陈酿之前未人工添加糖分，完全依靠天然的甜味。

- Rojo dorado或Rot gold：赤金色葡萄烈酒，在陈酿之前添加了不超过5%的糖浆。

- Oscuro或Brown：棕色葡萄烈酒，在陈酿之前添加了5-10%的糖浆。

- Negro或Dunkel：黑葡萄烈酒，在陈酿之前添加了超过15%的糖浆。

## 生产

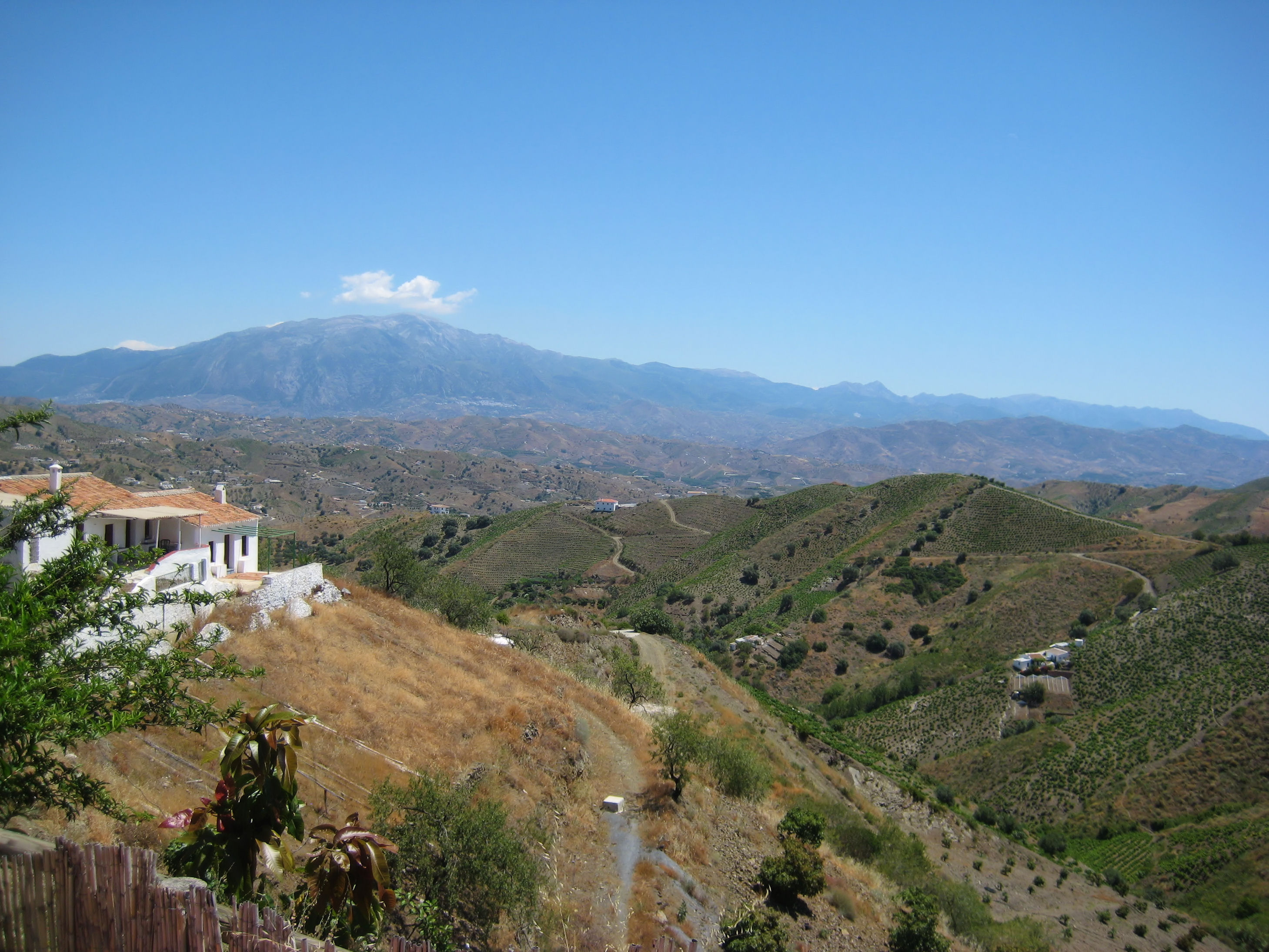
安达卢西亚库塔尔的葡萄园

### 气候
马拉加沿海葡萄种植区享有地中海式气候（沿海地区）和大陆性气候（内陆地区）两种气候类型。
位于安达卢西亚自治区马拉加省(Provincia de Málaga)境内的主要的葡萄酒产地是以马拉加市为起点，沿海岸向北延伸至马拉加省与格拉纳达省(Provincia de Granada)的交界处，再向西延伸到马拉加省与科尔多瓦省(Provincia de Córdoba)交界处的北区。这一地区又被划分为4个分区：
- Axarquía地区：包括从马拉加市到马拉加省西部与格拉纳达省交叉处的沿海地区，地形崎岖，气候温暖，降水量少。

- Antequera地区（北部地区）：，大陆性气候，冬季寒冷，夏季炎热。

- 马拉加山区：位于马拉加省北端，从库埃瓦斯-德-圣马可(Cuevas de San Marcos)附近延伸到马拉加省与科尔多瓦省交界处，这里出产的葡萄酒被称作山区葡萄酒（Vino de las Montanas）。海拔最高，寒冷，多雨。

- Serranía de Ronda地区：位于马拉加省西北，沿着马拉加省与塞维利亚省(Provincia de Sevilla)的边界延伸，地形多山，海拔较高。

此外还有相对次要的西海岸地区：
- 西海岸地区：位于马拉加省西南部沿海地区，山丘地形，天气炎热、干燥。

### 土地
马拉加省各分区的土质不尽相同，但总的来说对葡萄生长非常有利，表层土壤中含有活性白垩，而且通常分布有许多石块，表层土壤之下是拥有石英、云母等有益的微量元素的含铁粘土。

### 葡萄

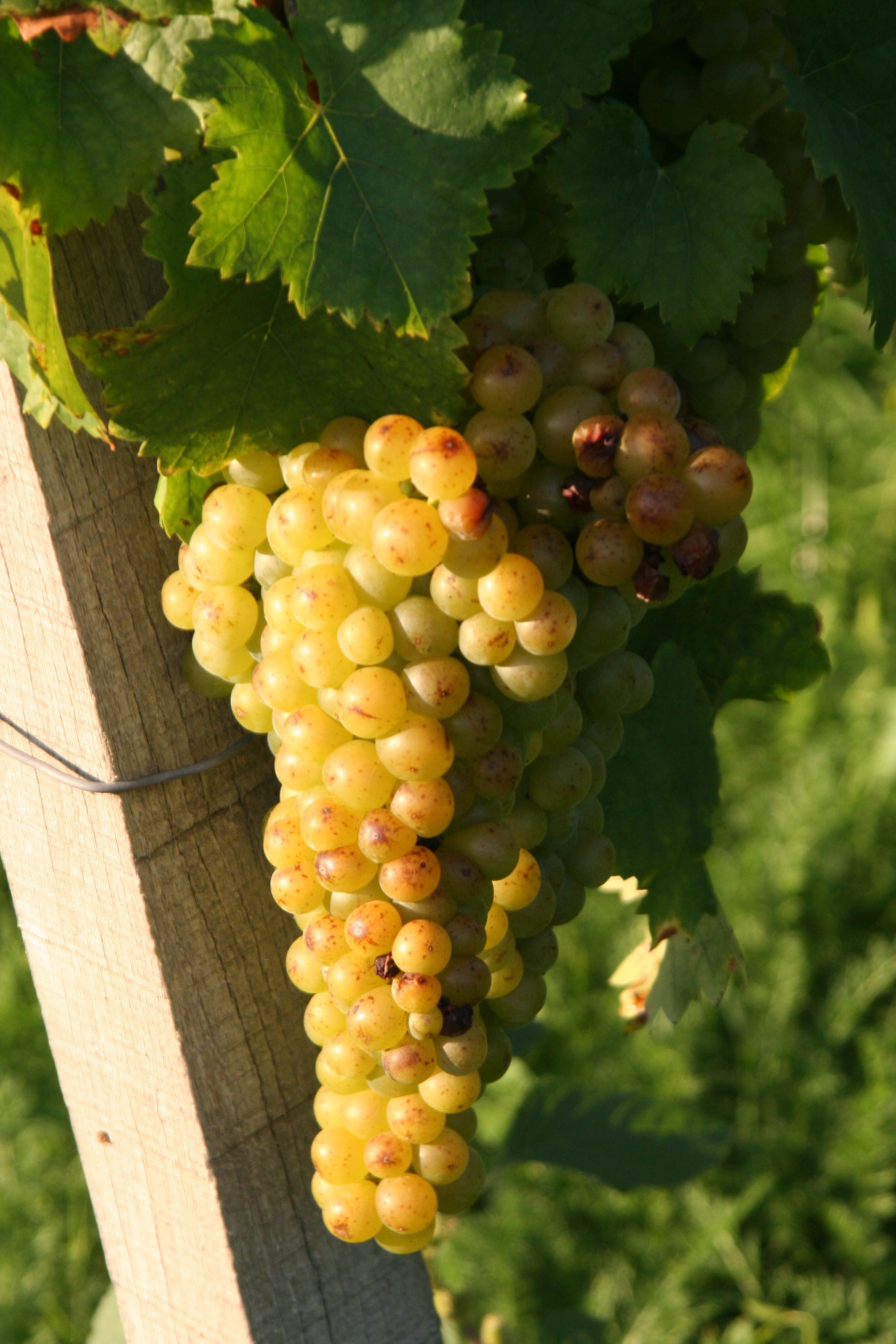
Moscatel Morisco白葡萄

酿制马拉加酒的葡萄主要选用Moscatel de Alejandría、Moscatel Morisco和佩德罗·希梅内斯（Pedro Ximénez）葡萄，此外Doradilla、Rome、Moscatel de Alejandría也有使用。所有品种葡萄都按照传统方式育苗，种植密度大约为每公顷800和5000株葡萄藤蔓之间。幼苗的培育和修剪根据每个农场种植的品种，土质，日照的不同而不同。
葡萄的收获是很讲究的，必须保证葡萄已经足够成熟来酿造葡萄酒。在马拉加原产地，在充分考虑当地仓库的存储能力，以及运输条件的前提下，确保收获的葡萄不会变质，监管委员会的决定收获的日期，并确定收获的比率。对Pedro Ximénez和Moscatel葡萄来说，允许的最大产量为每公顷115公担（100公斤），而其他白葡萄品种为每公顷120公担，红葡萄为每公顷90公担。在Serrania de Ronda，收获是纯手工完成，使用最大容量30kg的器皿将葡萄运输到酒厂，白葡萄和红葡萄产量都控制在每公顷90公担。

### 酒厂
当地著名的酒厂有：
- Bodega Antigua Casa de Guardia
- Bodegas Quitapenas
- Bodegas Málaga Virgen
- Bodegas Gomara
- Carlos J. Krauel
- Bodegas Jiménez y Lamothe

## 相关页面
- 雪利酒
- 波特酒
- 马德拉酒
- 玛萨拉酒
- 卡曼达蕾雅酒